# Gerhard Büttner
Gerhard Büttner (* 7. April 1948 in Heilbronn-Sontheim) ist ein deutscher Theologieprofessor.
Nach dem Staatsexamen an der Universität Heidelberg 1973, der Promotion an der PH Weingarten 1991 und der Habilitation an der PH Karlsruhe 2000 war Büttner bis 2010 Professor für Evangelische Theologie mit dem Schwerpunkt Religionspädagogik und Didaktik des Religionsunterrichts an der TU Dortmund. Er ist Mitherausgeber des Jahrbuchs für Kindertheologie und des Jahrbuchs für konstruktivistische Religionsdidaktik.